# Europees kampioenschap voetbal mannen onder 17 - 2014
Het Europees kampioenschap voetbal onder 17 van 2014 (kortweg: EK voetbal -17) was de 32ste editie van het Europees kampioenschap voetbal mannen onder 17, bedoeld voor spelers die op of na 1 januari 1997 geboren zijn. Deze peildatum viel tijdens de kwalificatieperiode, tijdens het eindtoernooi in mei 2014 waren sommige spelers dus inmiddels 17 jaar geworden. 
Dit toernooi werd gespeeld in Malta.. De titelhouder was Rusland maar dat land wist zich niet te kwalificeren voor het eindtoernooi. Engeland werd de nieuwe kampioen, met een tweede plaats voor Nederland.

## Kwalificatie

gekwalificeerde landen

### Gekwalificeerde landen
| Land        | Gekwalificeerd als          | Beste prestatie         |
| ----------- | --------------------------- | ----------------------- |
| Malta       | Gastland                    | Eerste deelname         |
| Zwitserland | Eliteronde: Winnaar groep 1 | Kampioen (2002)         |
| Turkije     | Eliteronde: Winnaar groep 2 | Kampioen (2005)         |
| Nederland   | Eliteronde: Winnaar groep 3 | Kampioen (2011 en 2012) |
| Engeland    | Eliteronde: Winnaar groep 4 | Kampioen (2010)         |
| Duitsland   | Eliteronde: Winnaar groep 5 | Kampioen (2009)         |
| Schotland   | Eliteronde: Winnaar groep 6 | Groepsfase (2008)       |
| Portugal    | Eliteronde: Winnaar groep 7 | Kampioen (2003)         |

## Groepsfase
De loting voor de groepsfase vond plaats op 9 april 2014.

### Groep A
| Pos | Land      | Wed | Win | Gel | Ver | DV | DT | +/- | Pnt |
| --- | --------- | --- | --- | --- | --- | -- | -- | --- | --- |
| 1   | Nederland | 3   | 3   | 0   | 0   | 10 | 4  | +6  | 9   |
| 2   | Engeland  | 3   | 2   | 0   | 0   | 7  | 3  | +4  | 6   |
| 3   | Turkije   | 3   | 1   | 0   | 2   | 7  | 7  | 0   | 3   |
| 4   | Malta     | 3   | 0   | 0   | 0   | 2  | 12 | –10 | 0   |

|                          |                                             |         |                    |                                                          |
| 9 mei 2014 11:00 (UTC+3) | Nederland                                   | 3–2     | Turkije            | Ta' Qalistadion, Attard Scheidsrechter: Nikola Dabanović |
| 9 mei 2014 11:00 (UTC+3) | Verdonk 54' (pen.) Nouri 69' Ould-Chikh 75' | Verslag | Unal 46' Aktay 79' | Ta' Qalistadion, Attard Scheidsrechter: Nikola Dabanović |

|                          |       |         |                                |                                                               |
| 9 mei 2014 18:00 (UTC+3) | Malta | 0–3     | Engeland                       | Ta' Qalistadion, Attard Scheidsrechter: Aleksandrs Anufrijevs |
| 9 mei 2014 18:00 (UTC+3) |       | Verslag | Roberts 15', 48' Armstrong 25' | Ta' Qalistadion, Attard Scheidsrechter: Aleksandrs Anufrijevs |

|                   |                                          |         |          |                                                       |
| 12 mei 2014 11:15 | Engeland                                 | 4–1     | Turkije  | Gozostadion, Xewkija Scheidsrechter: Nikola Dabanović |
| 12 mei 2014 11:15 | Solanke 22', 49' Kenny 58' Armstrong 64' | Verslag | Ünal 16' | Gozostadion, Xewkija Scheidsrechter: Nikola Dabanović |

|                   |                         |         |                                          |                                                            |
| 12 mei 2014 15:15 | Malta                   | 2–5     | Nederland                                | Gozostadion, Xewkija Scheidsrechter: Aleksandrs Anufrijevs |
| 12 mei 2014 15:15 | Mbong 37' Friggieri 64' | Verslag | Schuurman 5', 27', 42' Bergwijn 13', 69' | Gozostadion, Xewkija Scheidsrechter: Aleksandrs Anufrijevs |

|                           |                               |         |       |                                                         |
| 15 mei 2014 11:00 (UTC+3) | Turkije                       | 4–0     | Malta | Ta' Qalistadion, Attard Scheidsrechter: Jonathan Lardot |
| 15 mei 2014 11:00 (UTC+3) | Alici 43', 58' Aktay 70', 76' | Verslag |       | Ta' Qalistadion, Attard Scheidsrechter: Jonathan Lardot |

|                           |          |         |                              |                                                           |
| 15 mei 2014 11:00 (UTC+3) | Engeland | 0–2     | Nederland                    | Hibernians Ground, Paola Scheidsrechter: Alexander Harkam |
| 15 mei 2014 11:00 (UTC+3) |          | Verslag | Verdonk 45' Van der Moot 68' | Hibernians Ground, Paola Scheidsrechter: Alexander Harkam |

### Groep B
| Pos | Land        | Wed | Win | Gel | Ver | DV | DT | +/- | Pnt |
| --- | ----------- | --- | --- | --- | --- | -- | -- | --- | --- |
| 1   | Portugal    | 3   | 3   | 0   | 0   | 4  | 0  | +4  | 9   |
| 2   | Schotland   | 3   | 2   | 0   | 1   | 4  | 3  | +1  | 6   |
| 3   | Duitsland   | 3   | 0   | 1   | 2   | 1  | 3  | –2  | 1   |
| 4   | Zwitserland | 3   | 0   | 1   | 2   | 2  | 5  | –3  | 1   |

|                  |                       |        |                 |                                                       |
| 9 mei 2014 11:15 | Duitsland             | 1–1    | Zwitserland     | Gozostadion, Xewkija Scheidsrechter: Alexander Harkam |
| 9 mei 2014 11:15 | Benjamin Henrichs 58' | Report | 72' Boris Babic | Gozostadion, Xewkija Scheidsrechter: Alexander Harkam |

|                  |           |        |                                  |                                                     |
| 9 mei 2014 15:15 | Schotland | 0–2    | Portugal                         | Gozostadion, Xewkija Scheidsrechter: Andreas Ekberg |
| 9 mei 2014 15:15 |           | Report | 18' Renato Sanches 78' Luís Mata | Gozostadion, Xewkija Scheidsrechter: Andreas Ekberg |

|                           |             |         |               |                                                         |
| 12 mei 2014 11:00 (UTC+3) | Zwitserland | 0–1     | Portugal      | Hibernians Ground, Paola Scheidsrechter: Aliyar Aghayev |
| 12 mei 2014 11:00 (UTC+3) |             | Verslag | 54' Luís Mata | Hibernians Ground, Paola Scheidsrechter: Aliyar Aghayev |

|                           |           |         |            |                                                          |
| 12 mei 2014 18:00 (UTC+3) | Duitsland | 0–1     | Schotland  | Hibernians Ground, Paola Scheidsrechter: Jonathan Lardot |
| 12 mei 2014 18:00 (UTC+3) |           | Verslag | Wright 41' | Hibernians Ground, Paola Scheidsrechter: Jonathan Lardot |

|                           |                  |         |           |                                                        |
| 15 mei 2014 18:00 (UTC+3) | Portugal         | 1–0     | Duitsland | Ta' Qalistadion, Attard Scheidsrechter: Andreas Ekberg |
| 15 mei 2014 18:00 (UTC+3) | P. Rodrigues 51' | Verslag |           | Ta' Qalistadion, Attard Scheidsrechter: Andreas Ekberg |

|                           |             |         |                                           |                                                         |
| 15 mei 2014 18:00 (UTC+3) | Zwitserland | 1–3     | Schotland                                 | Hibernians Ground, Paola Scheidsrechter: Aliyar Aghayev |
| 15 mei 2014 18:00 (UTC+3) | Oberlin 20' | Verslag | Craig Wighton 45' Sheppard 56' Hardie 63' | Hibernians Ground, Paola Scheidsrechter: Aliyar Aghayev |

## Knock-outfase
|  | halve finale    | halve finale    |  |          | finale          | finale          |
|  |                 |                 |  |          |                 |                 |
|  | 18 mei – Attard |                 |  |          |                 |                 |
|  | Nederland       | 5               |  |          |                 |                 |
|  | Schotland       | 0               |  |          | 21 mei – Attard | 21 mei – Attard |
|  |                 |                 |  |          | Nederland       | 1 (1)           |
|  | 18 mei – Attard | 18 mei – Attard |  | Engeland | 1 (4)           |                 |
|  | Portugal        | 0               |  |          |                 |                 |
|  | Engeland        | 2               |  |          |                 |                 |

### Halve finales
|                           |          |         |                         |                                                                |
| 18 mei 2014 17:45 (UTC+2) | Portugal | 0–2     | Engeland                | Ta' Qalistadion, Attard Scheidsrechter: Alexander Harkam (AUT) |
| 18 mei 2014 17:45 (UTC+2) |          | Verslag | Solanke 52' Roberts 74' | Ta' Qalistadion, Attard Scheidsrechter: Alexander Harkam (AUT) |

|                           |                                                                          |         |           |                                                               |
| 18 mei 2014 20:45 (UTC+2) | Nederland                                                                | 5–0     | Schotland | Ta' Qalistadion, Attard Scheidsrechter: Jonathan Lardot (BEL) |
| 18 mei 2014 20:45 (UTC+2) | Verdonk 35' (pen.) Nouri 38' Bergwijn 57' Owobowale 59' van der Moot 73' | Verslag |           | Ta' Qalistadion, Attard Scheidsrechter: Jonathan Lardot (BEL) |

### Finale
|                           |                                                                |         |                                                                                           |                                                              |
| 21 mei 2014 19:00 (UTC+2) | Nederland                                                      | 1–1     | Engeland                                                                                  | Ta' Qalistadion, Attard Scheidsrechter: Andreas Ekberg (SWE) |
| 21 mei 2014 19:00 (UTC+2) | Schuurman 40'                                                  | Verslag | Solanke 24'                                                                               | Ta' Qalistadion, Attard Scheidsrechter: Andreas Ekberg (SWE) |
| 21 mei 2014 19:00 (UTC+2) | Strafschoppen                                                  |         |                                                                                           | Ta' Qalistadion, Attard Scheidsrechter: Andreas Ekberg (SWE) |
| 21 mei 2014 19:00 (UTC+2) | Gemiste strafschop · Gescoord met penalty · Gemiste strafschop | 1 – 4   | Gescoord met penalty · Gescoord met penalty · Gescoord met penalty · Gescoord met penalty | Ta' Qalistadion, Attard Scheidsrechter: Andreas Ekberg (SWE) |

## Doelpuntenmakers
4 goals
- Dominic Solanke
- Jari Schuurman

3 goals
- Patrick Roberts
- Calvin Verdonk
- Fatih Aktay

2 goals
- Adam Armstrong
- Steven Bergwijn
- Abdelhak Nouri
- Dani van der Moot
- Luís Mata
- Enes Ünal

1 goal
- Jonjoe Kenny
- Benjamin Henrichs
- Aidan Friggieri
- Joseph Mbong
- Bilal Ould-Chikh
- Segun Owobowale
- Pedro Rodrigues
- Renato Sanches
- Ryan Hardie
- Jake Sheppard
- Craig Wighton
- Scott Wright
- Boris Babic
- Dimitri Oberlin
- Hayrullah Alici